# Sadik Mujkič
Sadik Mujkič (ur. 29 lutego 1968 w Jesenicach) – jugosłowiański, a później słoweński wioślarz.

## Kariera

### Kariera juniorska
Karierę rozpoczął w 1983. W 1985 zajął 11. miejsce na juniorskich mistrzostwach świata w czwórce bez sternika. W 1986 został młodzieżowym mistrzem świata w dwójce bez sternika. 

### Kariera seniorska
W 1988 po raz pierwszy wystartował na igrzyskach olimpijskich, zdobywając brązowy medal w dwójce bez sternika. Jego partnerem był Bojan Prešern. Jugosłowiańska dwójka uzyskała w finale czas 6:41,01 s. W 1989 uplasował się na 6. pozycji na mistrzostwach świata w tej samej konkurencji. W 1990 był 7. na mistrzostwach świata w czwórce bez sternika. W 1991 Słowenia zbojkotowała mistrzostwa świata z powodu udziału chorwackich zawodników. W 1992 po raz drugi wystąpił na igrzyskach olimpijskich, na których wywalczył brąz w czwórce bez sternika. Słoweńska drużyna w składzie: Jani Klemenčič, Sašo Mirjanič, Milan Janša i Mujkič uzyskała w finale czas 5:58,24 s. Był to drugi medal olimpijski w historii kraju – pierwszy, także brązowy, zdobyli Iztok Čop i Denis Žvegelj w dwójce bez sternika. Każdy członek brązowej czwórki otrzymał w nagrodę samochód marki Nissan. W 1993 zajął 7. miejsce na mistrzostwach świata w dwójce ze sternikiem. W 1994 uplasował się na 4. pozycji na mistrzostwach świata w czwórce bez sternika. W 1995 w tej samej konkurencji był 8. W 1996 ponownie wystartował na igrzyskach olimpijskich, zajmując 4. miejsce w czwórce bez sternika. Słoweńska załoga w składzie: Denis Žvegelj, Jani Klemenčič, Milan Janša i Mujkič uzyskała w finale czas 6:07,87 s. W 1997 był 4. na mistrzostwach świata w tej samej konkurencji. W 1998 nie wziął udziału w MŚ z powodu choroby. W 1999 zakończył starty. Próbował jednak wrócić na Letnie Igrzyska Olimpijskie 2000 oraz mistrzostwa świata w 2001, ale nie udało mu się to, więc w grudniu 2002 zakończył karierę i został trenerem juniorów w VK Bled. Od 2010 startuje amatorsko w maratonach.
Trzykrotnie zostawał sportowcem roku w Słowenii: w 1992, 1994 i 1996, za każdym razem jako członek czwórki bez sternika.